# Karl Wilhelm Daßdorf

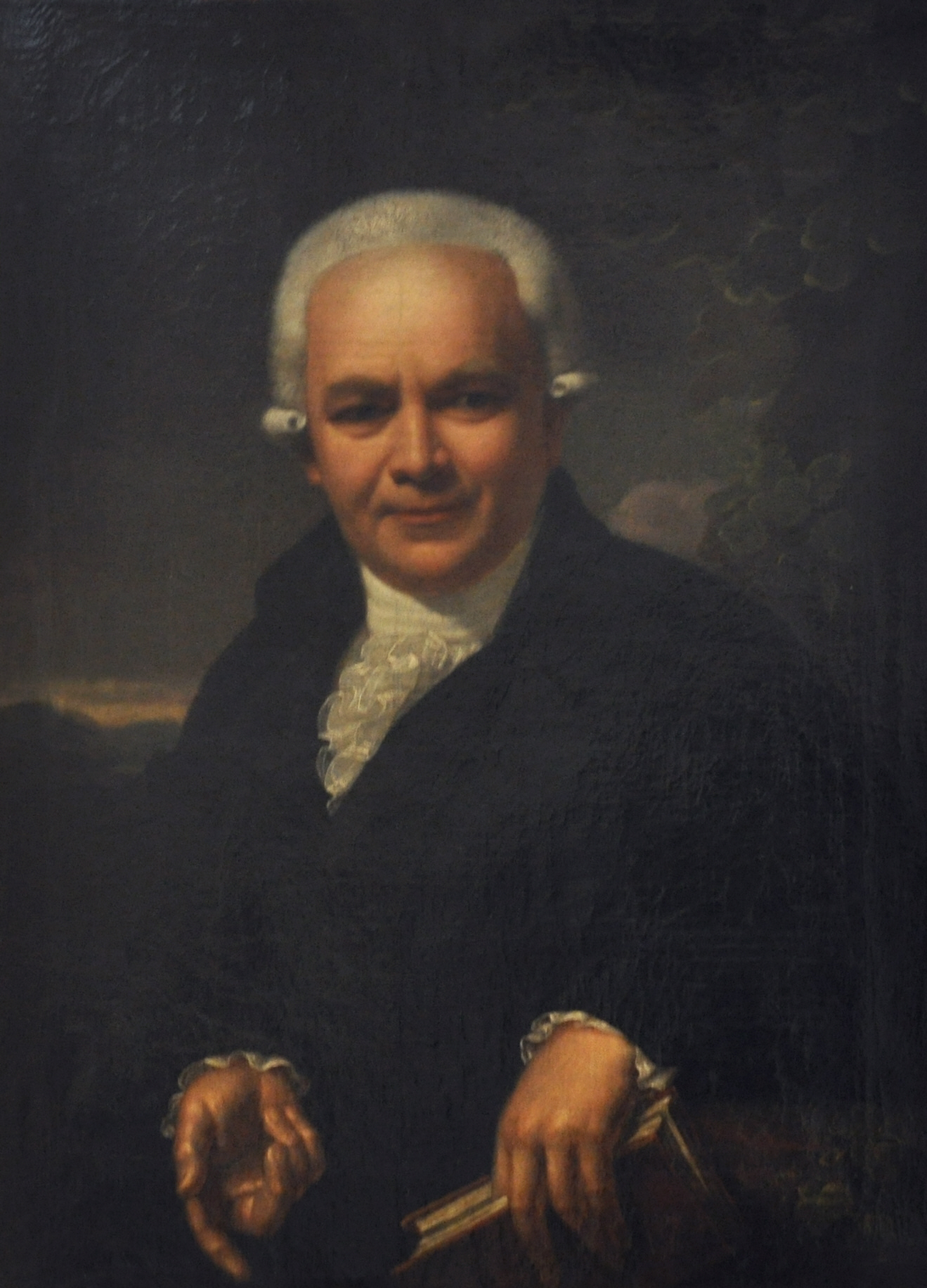
Karl Wilhelm Daßdorf

Karl Wilhelm Daßdorf (gelegentlich auch Dassdorf) (* 2. Februar 1750 in Stauchitz; † 28. Februar 1812 in Dresden) war ein deutscher Bibliothekar, Dichter und Publizist.

## Biografie
Geboren als Sohn eines Postmeisters besuchte Karl Wilhelm Daßdorf zunächst bis zu seinem 18. Lebensjahr die Fürstenschule St. Afra in Meißen und studierte danach, ab 1768, Theologie an der Universität Leipzig. Während seiner Studienzeit wurde er zu einem der Lieblingsschüler von Christian Fürchtegott Gellert. 1772 erlangte er die Magisterwürde und wurde in das Predigerkollegium aufgenommen.
Entgegen der Empfehlung von Gellert an Daßdorf, bei dem Herausgeber der Zeitschrift „Der Kinderfreund“, Christian Felix Weiße, als Lehrer von dessen Kindern tätig zu werden, trat er 1773 eine Stelle als Hofmeister im Haus des Geheimrats Friedrich Wilhelm von Ferber (1731–1800) in Dresden an.
Auf die Fürsprache von Ferbers erhielt Daßdorf, der schon 1772 in die philobiblische Gesellschaft eingetreten war, 1775 die Stelle eines Dritten Bibliothekars an der kurfürstlichen Bibliothek in Dresden. Nach dem Tod von Karl Christian Canzler rückte er 1786 zum Zweiten Bibliothekar auf. Zwanzig Jahre darauf, 1806, nach dem Tod von Johann Christoph Adelung, wurde er schließlich zum Ersten Bibliothekar ernannt.
Karl Wilhelm Daßdorf war auf diese Weise maßgeblich am Umzug der kurfürstlichen Bibliothek 1786 aus den Zwingerpavillons in das Japanische Palais beteiligt. 1788 wird die Bibliothek dort unter dem Namen Bibliotheca Electoralis Publica der Öffentlichkeit zugänglich und schließlich im Jahr seiner Ernennung in Königliche Öffentliche Bibliothek umbenannt.
Von Zeitgenossen wird Daßdorfs nutzerfreundliche Haltung, seine „unerschütterliche Redlichkeit und seltene Herzensgüte“ nachgerühmt.
Gotthold Ephraim Lessing regte ihn während eines Besuches in Dresden an, eine Beschreibung der vorzüglichsten Merkwürdigkeiten der Churfürstlichen Residenzstadt Dresden und einiger umliegenden Gegenden zu verfassen. Daßdorf folgte dieser Anregung und unter diesem Titel erschien das Werk 1782. Unter seinen Werken sind besonders die auf Anregung durch Christian Ludwig von Hagedorn von ihm herausgegebenen Briefe Johann Joachim Winckelmanns (1777/80) hervorzuheben.
Hochgeachtet starb Karl Wilhelm Daßdorf 62-jährig in Dresden.
Im Jahr 1791 erbte Daßdorfs Frau das später so genannte Weingut Hofmannsberg in der Oberlößnitz vor den Toren Dresdens.

## Werke

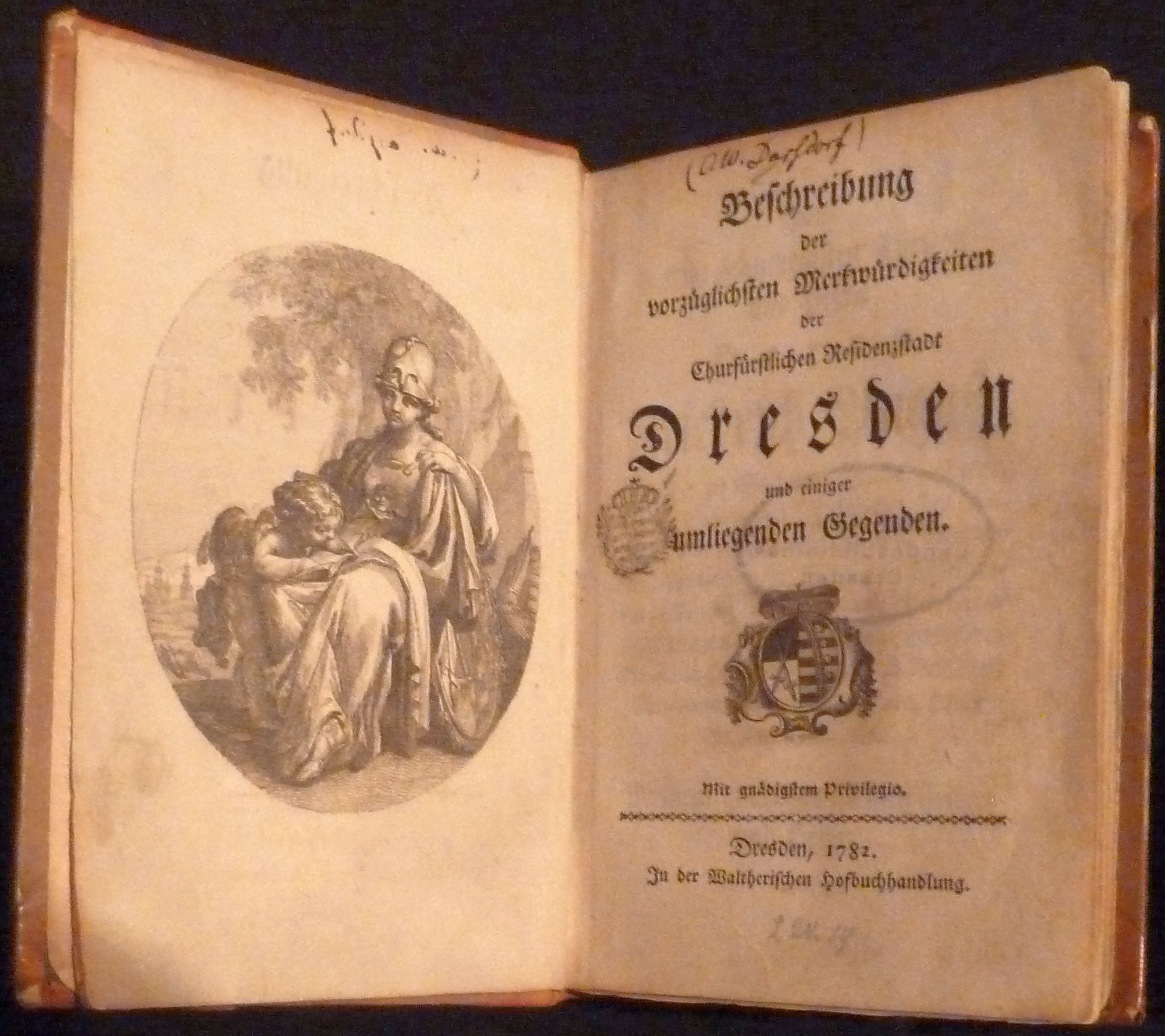
Beschreibung der vorzüglichsten Merkwürdigkeiten im Buchmuseum der SLUB Dresden

- als Herausgeber: Johann Joachim Winckelmann: Briefe an seine Freunde, 2 Bde., Dresden 1777/80
- Beschreibung der vorzüglichsten Merkwürdigkeiten der Churfürstlichen Residenzstadt Dresden und einiger umliegenden Gegenden, Dresden 1782 (Reprint: Kessinger Pub Co, 2009, 364 S., broschiert), Digitalisat
- Numismatisch-historischer Leitfaden zur Übersicht der sächsischen Geschichte, Dresden/Leipzig 1801 (Nachdruck Berlin 1971).